# Santa Zilia
Santa Zilia  es un pueblo vacío o despoblado del municipio de Val de Aibar, en el valle de Aibar, valle situado en la región de la Alta Navarra, en la comarca de Sangüesa, conocida en euskera como Zangozerria.
Con anterioridad al siglo XV aparece ya despoblada. Sus tierras fueron traspasadas al municipio de Aibar, Oibar en euskera. Sus habitantes eran llamados santaziliarrak en euskera.

## Nombre
El topónimo Santa Zilia también se conoce en otros idiomas, como:
- en español : Santa Cilia (pronunciado "sánta zília")
- Romance navarro o aragonés : Santa Cilia (pronunciado "sánta zília")

Además, el topónimo ha aparecido de diversas formas a lo largo de la historia: 
- Santa Çilia (1366)
- Santa Cilia (1534)
- Santa Cecilia (1712)
- Santa Cilia (1800)
- Santa Cilia (1859)
- Santacilia (1861)
- Santa Cilia (1998)

## Historia
Perteneció a la condesa Sancha de Aragón o Antsa Ramiritz, hermana del rey Sancho Ramírez de Aragón, en el siglo XI. Antes de finalizar siglo XI, lo cedió al monasterio de Santikurutze Zeroz. Durante el siglo XV, bajo la Corona de Navarra, el rey Carlos III de Navarra se lo cedió a Joan Koxe Suhuskune como señorío hereditario en 1421. Posteriormente perteneció al vizconde de Zolia. En 1427 sufrió 9 incendios, y hacia 1473 quedó vacío de población.